# Zone postale de Londres EC
La zone postale de Londres EC (en anglais, London EC postcode area), aussi connue comme la zone postale EC (en anglais, EC postcode area), EC pour Eastern Central, est un groupe de districts postaux dans Londres. Cette zone densément peuplée comprend presque toute la Cité de Londres et en partie les boroughs londoniens d'Islington, Camden, Hackney et Tower Hamlets.
Cette zone postale a été récemment créée à partir des districts postaux EC1, EC2, EC3 et EC4, qui ont été forgés en 1917. Poste exclue, les quatre sont distincts, que ce soit pour le repérage géographique ou le nom des voies de circulation.

## Boundaries

### EC1
La zone postale EC1 (51° 31′ 23″ N, 0° 05′ 31″ O) est grossièrement délimitée par City Road au nord, Aldersgate Street à l'est, Chiswell Street et Newgate Street au sud, ainsi que Rosebery Avenue à l'ouest.

### EC2
La zone postale EC2 (51° 31′ 05″ N, 0° 05′ 02″ O) est grossièrement délimitée par Old Street au nord, Bishopsgate à l'est, Cheapside, Poultry et Threadneedle Street au sud, et Aldersgate à l'ouest.

### EC3
La zone postale EC3 (51° 30′ 29″ N, 0° 04′ 34″ O) est grossièrement délimitée par Minories et la Tour de Londres à l'est, la Tamise au sud, le London Bridge et Threadneedle Street à l'ouest, et Houndsditch au nord.

### EC4
La zone postale EC4 (51° 30′ 40″ N, 0° 05′ 53″ O) est grossièrement délimitée par Cheapside au nord, London Bridge à l'est, la Tamise au sud et Chancery Lane à l'ouest